# Dombes
Dombes este o arie protejată (sit de importanță comunitară — SCI) din Franța întinsă pe o suprafață de 47.572,3 ha, integral pe uscat.

## Localizare
Centrul sitului Dombes este situat la coordonatele 46°03′18″N 5°03′32″E / 46.055°N 5.05889°E.

## Înființare
Situl Dombes a fost declarat arie specială de conservare în baza directivei 92/43 din 1992 referitoare la conservarea habitatelor naturale și a faunei și florei sălbatice pentru a proteja 2 specii de plante și 4 specii de animale.

## Biodiversitate
Situată în ecoregiunea continentală, aria protejată conține 3 habitate naturale: Ape stătătoare oligotrofe până la mezotrofe, cu vegetație de Littorelletea uniflorae și/sau de Isoëto-Nanojuncetea, Ape puternic oligomezotrofe cu vegetație bentonică cu Chara spp., Lacuri eutrofice naturale cu vegetație de tip Magnopotamion sau Hydrocharition.
La baza desemnării sitului se află mai multe specii protejate:
- plante (2): Luronium natans, Marsilea quadrifolia
- amfibieni (1): triton cu creastă (Triturus cristatus)
- mamifere (1): liliac cărămiziu (Myotis emarginatus)
- nevertebrate (2): libelule (Leucorrhinia pectoralis), fluturele purpuriu (Lycaena dispar)

Pe lângă speciile protejate, pe teritoriul sitului au mai fost identificate 6 specii de plante, 1 specie de păsări.